# Ampulex montana
Ampulex montana är en  stekelart som beskrevs av Cameron 1903. Ampulex montana ingår i släktet Ampulex och familjen Ampulicidae. Inga underarter finns listade i Catalogue of Life.